# St.-Stephani-Kirche (Westerhausen)

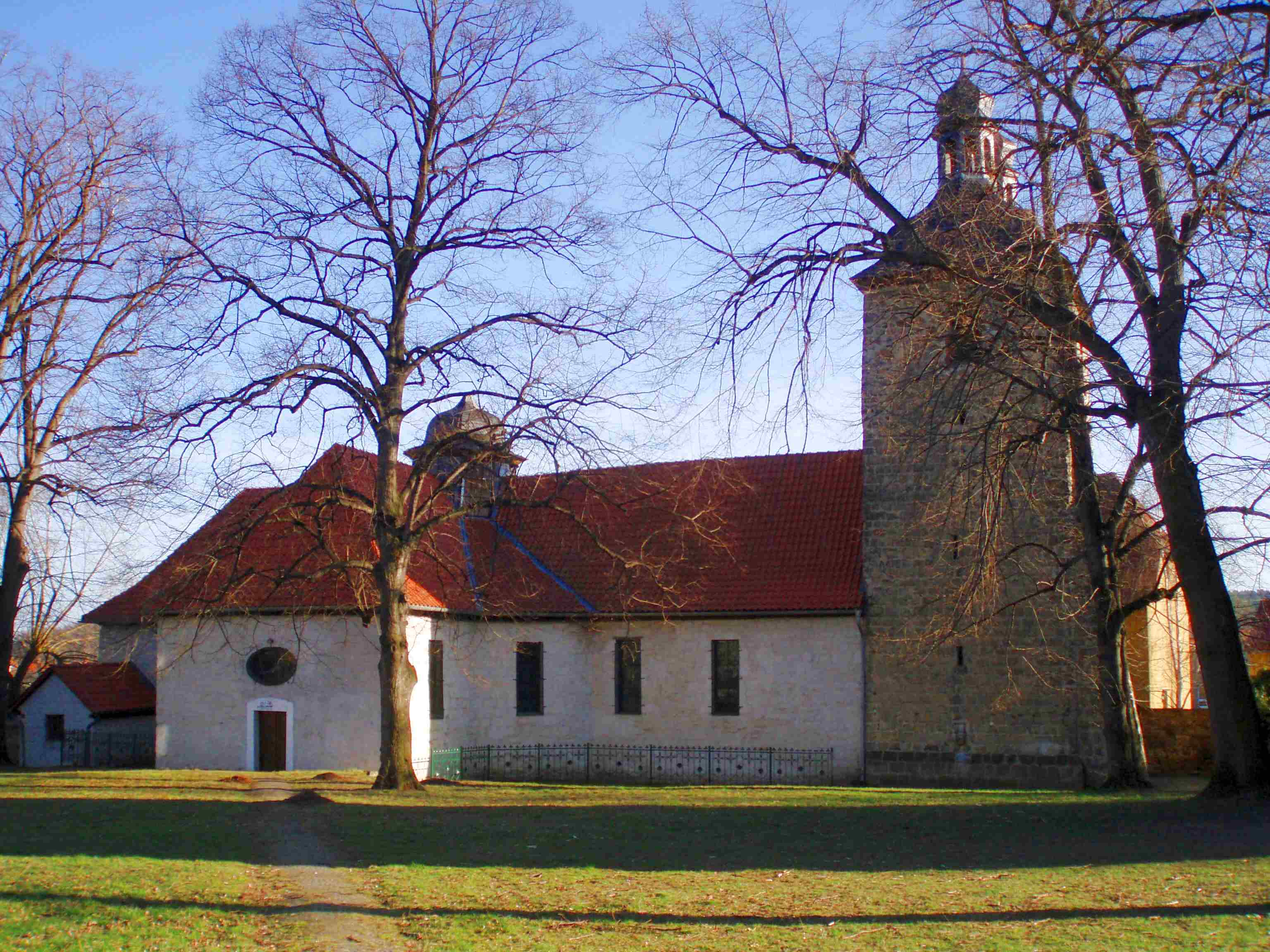
Kirche St. Stephani in Westerhausen (2007)

Die St.-Stephani-Kirche ist eine evangelische Kirche im Ortsteil Westerhausen der Stadt Thale im Landkreis Harz in Sachsen-Anhalt. Sie gehört zum Evangelischen Kirchenkreis Halberstadt und befindet sich in der Schulstraße 77.

## Geschichte
Nach der Überlieferung soll es sich um eine Missionskirche gehandelt haben, die unter Bischof Hildegrim von Halberstadt (Amtszeit 814–829) in Holzbauweise auf einem Hügel an der heute Sankt Stephan genannten Straße errichtet wurde. Um 1180 auf das Gelände des Wirtschaftshofes der Grafen von Blankenburg-Regenstein verlegt, wurde sie im romanischen Stil neu erbaut. Geweiht war die Kirche dem Heiligen Stephanus.
Nach Zerstörung der Kirche durch die Herren von Hondelage in der Veltheimer Fehde 1430 wurde um 1450 an den romanischen Kirchturm ein gotisches Schiff und ab 1695 in Form eines kreuzförmigen Grundrisses ein Kirchenschiff im barocken Stil angebaut.
Bereits im Jahre 1523 predigte in der St.-Stephani-Kirche der damalige Pastor Henning Radecke die neue Lehre Martin Luthers.

## Ausstattung
Die Innenausstattung der Kirche im Stil des Nordharzer Barock stammt von Valentin Kühne aus Groß Quenstedt. Im Vorfeld wurden zur Finanzierung des von ihm 1697/98 geschaffenen Kanzelaltars die Figuren des gotischen Altars an die Kirchengemeinde Wienrode verkauft, wo sie sich heute noch befinden.
Die Rose an der Helmzier auf der Wappentafel der Herren von Morgenstern, die ca. zwischen 1640 und 1680 Besitzer des adeligen Gutes in Westerhausen waren, und das wohl aus dem Vorgängerbau der Kirche (ebenso wie der Grabstein der Eheleute Voigtländer, † 1673 bzw. 1674, und das Epitaph des Pfarrers Anthon Gercke, † 1686) stammt, verdeutlicht eine Mitgliedschaft in der barocken Sprachgesellschaft Deutschgesinnte Genossenschaft.
Der spätromanische Kirchturm mit seinem Läutwerk (mit Glocken von ca. 1300, 1507, 1613, 1964) erhielt 1699/1702, unterstützt durch den seit 1690 im Besitz des adeligen Gutes befindlichen Präsidenten von Ruck, seine barocke Turmhaube mit Wetterfahnen, die 1791 erneuert wurden.
1997 wurde eine umfassende Renovierung der Kirche abgeschlossen, der 2009 die Sanierung des Kirchturmes folgte. Die St.-Stephani-Kirche steht auf der Liste der Kulturdenkmale in Thale.